# NTT docomo
NTT DOCOMO, Inc. (株式会社NTTドコモ Kabushiki Gaisha Enu Ti Ti Dokomo) (TYO: 9437
, NYSE: DCM, LSE: NDCM
) er dominerende mobiltelefonioperator i Japan. Navnet er officielt en forkortelse af "do communications over the mobile network", og er desuden et sammensat ord dokomo, som betyder "overalt" på japansk.  Docomo udbyder telefoni, videotelefoni, internet, email og SMS services. Virksomhedens hovedkvarter er i Sanno Park Tower i Nagatachoo i Chiyoda i Tokyo. Virksomheden har 22.995 medarbejdere (2011). Det børsnoterede selskab er majoritetsejet af Nippon Telegraph and Telephone Corporation (60,24 %).
Docomo blev etableret som et datterselskab til Nippon Telegraph and Telephone (NTT) i august 1991 og skulle varetage mobiltelfoni-delen. 
NTT Docomo har over 53 mio. kunder (marts 2008), hvilket udgør mere end halvdelen af Japans mobiltelefoni-marked. Koncernen har datterselskaber i Europa og i Nordamerika. NTT Docomo har desuden en 26 % andel i et joint venture med Tata i Indien.

## Jordskælvsvarslingssystem
Fra 2008 begynde Docomo at tilbyde en service kaldet "Area Mail Disaster Information Service" som udsender jordskælvsadvarselsbeskeder fra Japans meteorologiske institut. Servicen tilbydes uden ekstra omkostninger og har en unik besked-tone.

## Civilbeskyttelsessystem
Fra 2014 under Japans civilbeskyttelseslov, begyndte Docomo at tilbyde en service kaldet "Area Mail Disaster and Evacuation Information Service" som udsender J-Alert-beskeder (inklusive jordskælvsadvarsler) fra Japan Fire and Disaster Management Agency til kunder med kompatible telefoner (fx iPhone 5s, Samsung Galaxy, Sony XPERIA).

## Maskot
Virksomhedens maskot er Docomodake, en champignon som er ret kendt i Japan. Han er helt i et Nintendo DS puslespil og i videospillet, Boing! Docomodake DS.